# Elezioni comunali in Campania del 2014
Le elezioni comunali in Campania del 2014 si tennero il 25 maggio con ballottaggio l'8 giugno.

## Napoli

### Gragnano
| Candidati                           | Candidati                   | Voti                        | %     | Liste               | Voti   | %     | Seggi |
| ----------------------------------- | --------------------------- | --------------------------- | ----- | ------------------- | ------ | ----- | ----- |
|                                     | Paolo Cimmino ✔️ Sindaco    | 9.209                       | 50,64 | Cimmino Sindaco     | 1.986  | 11,23 | 3     |
| Unione di Centro                    | Paolo Cimmino ✔️ Sindaco    | 9.209                       | 50,64 | 1.289               | 7,29   | 1     |       |
| Idee per Gragnano                   | Paolo Cimmino ✔️ Sindaco    | 9.209                       | 50,64 | 1.288               | 7,28   | 1     |       |
| Forza delle Idee                    | Paolo Cimmino ✔️ Sindaco    | 9.209                       | 50,64 | 1.275               | 7,21   | 1     |       |
| Rinnovamento Democratico Gragnanese | Paolo Cimmino ✔️ Sindaco    | 9.209                       | 50,64 | 1.137               | 6,43   | 1     |       |
| Gragnano Bene Comune                | Paolo Cimmino ✔️ Sindaco    | 9.209                       | 50,64 | 992                 | 5,61   | 1     |       |
| Gragnano Insieme                    | Paolo Cimmino ✔️ Sindaco    | 9.209                       | 50,64 | 947                 | 5,35   | 1     |       |
| Gragnano Rialzati                   | Paolo Cimmino ✔️ Sindaco    | 9.209                       | 50,64 | 750                 | 4,24   | 1     |       |
|                                     | Silvana Somma               | 3.940                       | 21,67 | Partito Democratico | 1.604  | 9,07  | 1     |
| Centro Democratico                  | Silvana Somma               | 3.940                       | 21,67 | 1.412               | 7,98   | 1     |       |
| Gragnano Sveglia                    | Silvana Somma               | 3.940                       | 21,67 | 501                 | 2,83   | -     |       |
| Seggio al candidato sindaco         | Seggio al candidato sindaco | Seggio al candidato sindaco | 21,67 | 1                   |        |       |       |
|                                     | Mario D'Apuzzo              | 3.384                       | 18,61 | Forza Italia        | 1.668  | 9,43  | 1     |
| Nuovo Centrodestra                  | Mario D'Apuzzo              | 3.384                       | 18,61 | 1.287               | 7,28   | 1     |       |
| Direzione Futuro                    | Mario D'Apuzzo              | 3.384                       | 18,61 | 494                 | 2,79   | -     |       |
| Gens Grania                         | Mario D'Apuzzo              | 3.384                       | 18,61 | 114                 | 0,64   | -     |       |
| Seggio al candidato sindaco         | Seggio al candidato sindaco | Seggio al candidato sindaco | 18,61 | 1                   |        |       |       |
|                                     | Biagio Galizia              | 1.357                       | 7,46  | Impegno Comune      | 378    | 2,14  | -     |
| Sinistra Ecologia Libertà           | Biagio Galizia              | 1.357                       | 7,46  | 364                 | 2,06   | -     |       |
|                                     | Mario Lauritano             | 295                         | 1,62  | Fratelli d'Italia   | 202    | 1,14  | -     |
| Totale                              | Totale                      | 17.688                      | 100   |                     | 18.185 | 100   | 16    |

### Marigliano
| Candidati                   | Candidati                                    | Voti                        | %      | Liste               | Voti   | %      | Seggi |
| --------------------------- | -------------------------------------------- | --------------------------- | ------ | ------------------- | ------ | ------ | ----- |
|                             | Sebastiano Sorrentino Accede al ballottaggio | 7.947                       | 42,18  | Partito Democratico | 3.896  | 20,87  | 6     |
| Il Campanile                | Sebastiano Sorrentino Accede al ballottaggio | 7.947                       | 42,18  | 1.598               | 8,56   | 2      |       |
| Impegno Civico              | Sebastiano Sorrentino Accede al ballottaggio | 7.947                       | 42,18  | 1.235               | 6,62   | 1      |       |
| Marigliano Domani           | Sebastiano Sorrentino Accede al ballottaggio | 7.947                       | 42,18  | 711                 | 3,81   | 1      |       |
| Uniti per Marigliano        | Sebastiano Sorrentino Accede al ballottaggio | 7.947                       | 42,18  | 455                 | 2,44   | -      |       |
|                             | Michele Papa Accede al ballottaggio          | 9.145                       | 48,54  | Forza Italia        | 4.279  | 22,92  | 6     |
| Papa Sindaco                | Michele Papa Accede al ballottaggio          | 9.145                       | 48,54  | 1.685               | 9,03   | 2      |       |
| Unione di Centro            | Michele Papa Accede al ballottaggio          | 9.145                       | 48,54  | 1.591               | 8,52   | 2      |       |
| La Città che Vogliamo       | Michele Papa Accede al ballottaggio          | 9.145                       | 48,54  | 1.364               | 7,31   | 2      |       |
| Nuovo Centrodestra          | Michele Papa Accede al ballottaggio          | 9.145                       | 48,54  | 638                 | 3,42   | -      |       |
| Seggio al candidato sindaco | Seggio al candidato sindaco                  | Seggio al candidato sindaco | 48,54  | 1                   |        |        |       |
|                             | Francesco Capasso                            | 1.750                       | 9,29   | Movimento 5 Stelle  | 1.214  | 6,50   | -     |
| Seggio al candidato sindaco | Seggio al candidato sindaco                  | Seggio al candidato sindaco | 9,29   | 1                   |        |        |       |
| Totale                      | Totale                                       | 18.666                      | 100,00 |                     | 18.842 | 100,00 | 24    |

### Nola
| Candidati                      | Candidati                                | Voti                        | %     | Liste                                 | Voti    | %     | Seggi |
| ------------------------------ | ---------------------------------------- | --------------------------- | ----- | ------------------------------------- | ------- | ----- | ----- |
|                                | Geremia Biancardi Accede al ballottaggio | 9.982                       | 43,84 | Forza Italia                          | 6.578   | 29,34 | 10    |
| Biancardi Sindaco              | Geremia Biancardi Accede al ballottaggio | 9.982                       | 43,84 | 1.768                                 | 7,89    | 2     |       |
| Uniti per il Territorio        | Geremia Biancardi Accede al ballottaggio | 9.982                       | 43,84 | 1.764                                 | 7,87    | 2     |       |
| Socialisti Riformisti Liberali | Geremia Biancardi Accede al ballottaggio | 9.982                       | 43,84 | 663                                   | 2,96    | 1     |       |
|                                | Domenico Vitale Accede al ballottaggio   | 5.099                       | 22,39 | Nuovo Centrodestra - Unione di Centro | 4.018   | 17,92 | 4     |
| Nola Mia                       | Domenico Vitale Accede al ballottaggio   | 5.099                       | 22,39 | 914                                   | 4,08    | -     |       |
| Fratelli d'Italia              | Domenico Vitale Accede al ballottaggio   | 5.099                       | 22,39 | 443                                   | 1,98    | -     |       |
| Centro Democratico             | Domenico Vitale Accede al ballottaggio   | 5.099                       | 22,39 | 62                                    | 0,28    | -     |       |
| Seggio al candidato sindaco    | Seggio al candidato sindaco              | Seggio al candidato sindaco | 22,39 | 1                                     |         |       |       |
|                                | Maria Francesca Tripaldi                 | 3.431                       | 15,07 | Partito Democratico-Città Viva        | 1.628   | 7,26  | 1     |
| Io Sto con la Tripaldi Sindaco | Maria Francesca Tripaldi                 | 3.431                       | 15,07 | 1.351                                 | 6,03    | -     |       |
| Riformisti per Nola            | Maria Francesca Tripaldi                 | 3.431                       | 15,07 | 136                                   | 0,61    | -     |       |
| Seggio al candidato sindaco    | Seggio al candidato sindaco              | Seggio al candidato sindaco | 15,07 | 1                                     |         |       |       |
|                                | Arturo Cutolo                            | 3.018                       | 13,25 | Più Nola                              | 1.629   | 7,27  | 1     |
| Alternativa Nolana             | Arturo Cutolo                            | 3.018                       | 13,25 | 326                                   | 1,45    | -     |       |
| Lavori in Corso                | Arturo Cutolo                            | 3.018                       | 13,25 | 109                                   | 0,49    | -     |       |
| Seggio al candidato sindaco    | Seggio al candidato sindaco              | Seggio al candidato sindaco | 13,25 | 1                                     |         |       |       |
|                                | Armando Vallone                          | 669                         | 2,94  | Movimento 5 Stelle                    | 536     | 2,39  | -     |
|                                | Francesco Ambrosio                       | 571                         | 2,51  | Nola ai Nolani                        | 496     | 2,21  | -     |
| Totale                         | Totale                                   | 22.421                      | 100   |                                       | '22.770 | 100   | 24    |

### Pompei
| Candidati                             | Candidati                                | Voti                        | %     | Liste                   | Voti   | %    | Seggi |
| ------------------------------------- | ---------------------------------------- | --------------------------- | ----- | ----------------------- | ------ | ---- | ----- |
|                                       | Ferdinando Uliano Accede al ballottaggio | 5.863                       | 35,63 | Progetto Democratico    | 1.235  | 7,63 | 3     |
| Città Futura                          | Ferdinando Uliano Accede al ballottaggio | 5.863                       | 35,63 | 1.130                   | 6,98   | 2    |       |
| Città Nuova                           | Ferdinando Uliano Accede al ballottaggio | 5.863                       | 35,63 | 861                     | 5,32   | 2    |       |
| Pompei III Millennio                  | Ferdinando Uliano Accede al ballottaggio | 5.863                       | 35,63 | 742                     | 4,59   | 1    |       |
| Pompei Ora                            | Ferdinando Uliano Accede al ballottaggio | 5.863                       | 35,63 | 571                     | 3,53   | 1    |       |
| I Pompeiani                           | Ferdinando Uliano Accede al ballottaggio | 5.863                       | 35,63 | 521                     | 3,22   | 1    |       |
| Dimensione Civica                     | Ferdinando Uliano Accede al ballottaggio | 5.863                       | 35,63 | 345                     | 2,13   | -    |       |
| Per Tutti Noi Pompei                  | Ferdinando Uliano Accede al ballottaggio | 5.863                       | 35,63 | 211                     | 1,30   | -    |       |
| Nuovo Respiro Italiano                | Ferdinando Uliano Accede al ballottaggio | 5.863                       | 35,63 | 195                     | 1,21   | -    |       |
|                                       | Francesco Gallo Accede al ballottaggio   | 5.460                       | 33,18 | Impegno Democratico     | 1.339  | 8,28 | 1     |
| Valori e Diritti                      | Francesco Gallo Accede al ballottaggio   | 5.460                       | 33,18 | 1.047                   | 6,47   | 1    |       |
| Democratici Riformisti                | Francesco Gallo Accede al ballottaggio   | 5.460                       | 33,18 | 861                     | 5,32   | 1    |       |
| LeAli per Pompei                      | Francesco Gallo Accede al ballottaggio   | 5.460                       | 33,18 | 850                     | 5,25   | -    |       |
| Forza Pompei                          | Francesco Gallo Accede al ballottaggio   | 5.460                       | 33,18 | 827                     | 5,11   | -    |       |
| Amici Insieme per Pompei              | Francesco Gallo Accede al ballottaggio   | 5.460                       | 33,18 | 760                     | 4,70   | -    |       |
| Democrazia Popolare                   | Francesco Gallo Accede al ballottaggio   | 5.460                       | 33,18 | 82                      | 0,51   | -    |       |
| Seggio al candidato sindaco           | Seggio al candidato sindaco              | Seggio al candidato sindaco | 33,18 | 1                       |        |      |       |
|                                       | Maria Padulosi                           | 3.320                       | 20,18 | Cattolici e Democratici | 1.305  | 8,07 | 1     |
| Centro Democratico                    | Maria Padulosi                           | 3.320                       | 20,18 | 533                     | 3,29   | -    |       |
| Moderati per Pompei                   | Maria Padulosi                           | 3.320                       | 20,18 | 438                     | 2,71   | -    |       |
| Nuovo Centrodestra - Unione di Centro | Maria Padulosi                           | 3.320                       | 20,18 | 359                     | 2,22   | -    |       |
| Partito Socialista Italiano           | Maria Padulosi                           | 3.320                       | 20,18 | 117                     | 0,72   | -    |       |
| Seggio al candidato sindaco           | Seggio al candidato sindaco              | Seggio al candidato sindaco | 20,18 | 1                       |        |      |       |
|                                       | Fabio Liguori                            | 964                         | 5,86  | Movimento 5 Stelle      | 672    | 4,15 | -     |
|                                       | Pietro Amitrano                          | 847                         | 5,15  | Insieme per la Città    | 437    | 2,70 | -     |
| Totale                                | Totale                                   | 16.180                      | 100   |                         | 16.454 | 100  | 16    |

### Sant'Anastasia
| Candidati                             | Candidati                                | Voti                        | %     | Liste                       | Voti   | %     | Seggi |
| ------------------------------------- | ---------------------------------------- | --------------------------- | ----- | --------------------------- | ------ | ----- | ----- |
|                                       | Raffaele Abete Accede al ballottaggio    | 7.148                       | 42,21 | Sant'Anastasia in Volo      | 1.994  | 12,25 | 3     |
| Sant'Anastasia Prima di Tutto         | Raffaele Abete Accede al ballottaggio    | 7.148                       | 42,21 | 1.949                       | 11,17  | 3     |       |
| Arcobaleno                            | Raffaele Abete Accede al ballottaggio    | 7.148                       | 42,21 | 1.527                       | 9,38   | 2     |       |
| Alleanza per Sant'Anastasia           | Raffaele Abete Accede al ballottaggio    | 7.148                       | 42,21 | 1.343                       | 8,25   | 2     |       |
|                                       | Antonio De Simone Accede al ballottaggio | 4.061                       | 23,98 | Partito Democratico         | 2.668  | 16,39 | 2     |
| Sant'Anastasia Adesso                 | Antonio De Simone Accede al ballottaggio | 4.061                       | 23,98 | 933                         | 5,73   | 1     |       |
| Primavera Anastasiana                 | Antonio De Simone Accede al ballottaggio | 4.061                       | 23,98 | 353                         | 2,17   | -     |       |
| Centro Democratico                    | Antonio De Simone Accede al ballottaggio | 4.061                       | 23,98 | 56                          | 0,34   | -     |       |
| Seggio al candidato sindaco           | Seggio al candidato sindaco              | Seggio al candidato sindaco | 23,98 | 1                           |        |       |       |
|                                       | Paolo Esposito                           | 3.337                       | 19,71 | Forza Italia                | 1.633  | 10,03 | 1     |
| Nuovo Centrodestra - Unione di Centro | Paolo Esposito                           | 3.337                       | 19,71 | 1.354                       | 8,32   | -     |       |
| Scelta Civica                         | Paolo Esposito                           | 3.337                       | 19,71 | 256                         | 1,57   | -     |       |
| Seggio al candidato sindaco           | Seggio al candidato sindaco              | Seggio al candidato sindaco | 19,71 | 1                           |        |       |       |
|                                       | Carmine Capuano                          | 1.601                       | 9,45  | Partito Socialista Italiano | 996    | 6,12  | -     |
| Giovani Anastasiani                   | Carmine Capuano                          | 1.601                       | 9,45  | 322                         | 1,98   | -     |       |
| Uniti per Sant'Anastasia              | Carmine Capuano                          | 1.601                       | 9,45  | 234                         | 1,44   | -     |       |
| Seggio al candidato sindaco           | Seggio al candidato sindaco              | Seggio al candidato sindaco | 9,45  | 1                           |        |       |       |
|                                       | Federica Marchioni                       | 786                         | 4,64  | Movimento 5 Stelle          | 658    | 4,04  | -     |
| Totale                                | Totale                                   | 16.276                      | 100   |                             | 16.993 | 100   | 16    |

### Sant'Antonio Abate
| Candidati                       | Candidati                   | Voti                        | %     | Liste                                 | Voti   | %     | Seggi |
| ------------------------------- | --------------------------- | --------------------------- | ----- | ------------------------------------- | ------ | ----- | ----- |
|                                 | Antonio Varone ✔️ Sindaco   | 8.965                       | 70,16 | Federazione Abatese                   | 2.344  | 18,68 | 4     |
| Progetto Abatese                | Antonio Varone ✔️ Sindaco   | 8.965                       | 70,16 | 1.711                                 | 13,64  | 2     |       |
| Sant'Antonio Abate Oltre        | Antonio Varone ✔️ Sindaco   | 8.965                       | 70,16 | 1.638                                 | 13,05  | 2     |       |
| Varone Sindaco                  | Antonio Varone ✔️ Sindaco   | 8.965                       | 70,16 | 1.615                                 | 12,87  | 2     |       |
| Uniti per Varone                | Antonio Varone ✔️ Sindaco   | 8.965                       | 70,16 | 1.223                                 | 9,75   | 2     |       |
| Insieme X Sant'Antonio Abate    | Antonio Varone ✔️ Sindaco   | 8.965                       | 70,16 | 1.051                                 | 8,38   | 1     |       |
|                                 | Nicola Mercurio             | 2.596                       | 20,32 | Nuovo Centrodestra - Unione di Centro | 1.188  | 9,47  | 1     |
| Siamo il Paese                  | Nicola Mercurio             | 2.596                       | 20,32 | 1.058                                 | 8,43   | 1     |       |
| Work in Progress                | Nicola Mercurio             | 2.596                       | 20,32 | 144                                   | 1,15   | -     |       |
| Sant'Antonio Abate Protagonista | Nicola Mercurio             | 2.596                       | 20,32 | 139                                   | 1,11   | -     |       |
| Seggio al candidato sindaco     | Seggio al candidato sindaco | Seggio al candidato sindaco | 20,32 | 1                                     |        |       |       |
|                                 | Pasqualino D'Aniello        | 1.217                       | 9,52  | La Città Giusta                       | 436    | 3,47  | -     |
| Totale                          | Totale                      | 12.547                      | 100   |                                       | 12.778 | 100   | 16    |

### Somma Vesuviana
| Candidati                                             | Candidati                               | Voti                        | %     | Liste                                 | Voti    | %     | Seggi |
| ----------------------------------------------------- | --------------------------------------- | --------------------------- | ----- | ------------------------------------- | ------- | ----- | ----- |
|                                                       | Pasquale Piccolo Accede al ballottaggio | 10.429                      | 47,44 | Nuovo Centrodestra - Unione di Centro | 3.221   | 14,95 | 4     |
| L'Aurora                                              | Pasquale Piccolo Accede al ballottaggio | 10.429                      | 47,44 | 2.977                                 | 13,82   | 4     |       |
| Noi Sud-Lista Cuore                                   | Pasquale Piccolo Accede al ballottaggio | 10.429                      | 47,44 | 2.103                                 | 9,76    | 3     |       |
| Progetto Somma (Centro Democratico-Polis Democratica) | Pasquale Piccolo Accede al ballottaggio | 10.429                      | 47,44 | 1.313                                 | 6,10    | 2     |       |
| Somma Protagonista                                    | Pasquale Piccolo Accede al ballottaggio | 10.429                      | 47,44 | 1.013                                 | 4,70    | 1     |       |
| Fratelli d'Italia                                     | Pasquale Piccolo Accede al ballottaggio | 10.429                      | 47,44 | 664                                   | 3,08    | 1     |       |
|                                                       | Antonio Granato Accede al ballottaggio  | 6.133                       | 27,90 | Forza Italia                          | 3.184   | 14,78 | 4     |
| Alleanza per Somma                                    | Antonio Granato Accede al ballottaggio  | 6.133                       | 27,90 | 1.379                                 | 6,40    | 1     |       |
| Noi Liberi                                            | Antonio Granato Accede al ballottaggio  | 6.133                       | 27,90 | 625                                   | 2,90    | -     |       |
| Giovani per Somma                                     | Antonio Granato Accede al ballottaggio  | 6.133                       | 27,90 | 436                                   | 2,02    | -     |       |
| Insieme per Somma                                     | Antonio Granato Accede al ballottaggio  | 6.133                       | 27,90 | 319                                   | 1,48    | -     |       |
| Seggio al candidato sindaco                           | Seggio al candidato sindaco             | Seggio al candidato sindaco | 27,90 | 1                                     |         |       |       |
|                                                       | Giuseppe Auriemma                       | 4.455                       | 20,26 | Partito Democratico                   | 2.566   | 11,91 | 2     |
| Somma Bene Comune-Sinistra                            | Giuseppe Auriemma                       | 4.455                       | 20,26 | 890                                   | 4,13    | -     |       |
| Partito Socialista Italiano                           | Giuseppe Auriemma                       | 4.455                       | 20,26 | 55                                    | 0,26    | -     |       |
| Seggio al candidato sindaco                           | Seggio al candidato sindaco             | Seggio al candidato sindaco | 20,26 | 1                                     |         |       |       |
|                                                       | Ciro Sannino                            | 967                         | 4,40  | Movimento 5 Stelle                    | 794     | 3,69  | -     |
| Totale                                                | Totale                                  | 21.539                      | 100   |                                       | '21.984 | 100   | 24    |

### Torre del Greco
| Candidati                                      | Candidati                             | Voti                 | %     | Liste                 | Voti   | %     | Seggi |
| ---------------------------------------------- | ------------------------------------- | -------------------- | ----- | --------------------- | ------ | ----- | ----- |
|                                                | Ciro Borriello Accede al ballottaggio | 23.943               | 49,65 | Borriello Sindaco     | 8.972  | 19,06 | 7     |
| Forza Italia                                   | Ciro Borriello Accede al ballottaggio | 23.943               | 49,65 | 4.586                 | 9,74   | 3     |       |
| Moderati in Rivoluzione                        | Ciro Borriello Accede al ballottaggio | 23.943               | 49,65 | 2.165                 | 4,70   | 1     |       |
| Fratelli d'Italia                              | Ciro Borriello Accede al ballottaggio | 23.943               | 49,65 | 2.058                 | 4,37   | 1     |       |
| Ciavolino per Torre                            | Ciro Borriello Accede al ballottaggio | 23.943               | 49,65 | 1.765                 | 3,75   | 1     |       |
| Partito Repubblicano Italiano                  | Ciro Borriello Accede al ballottaggio | 23.943               | 49,65 | 1.492                 | 3,17   | 1     |       |
| La Svolta                                      | Ciro Borriello Accede al ballottaggio | 23.943               | 49,65 | 1.323                 | 2,81   | -     |       |
| Noi Sud                                        | Ciro Borriello Accede al ballottaggio | 23.943               | 49,65 | 851                   | 1,81   | -     |       |
| Democrazia Cristiana                           | Ciro Borriello Accede al ballottaggio | 23.943               | 49,65 | 276                   | 0,59   | -     |       |
| Pensionati d'Europa                            | Ciro Borriello Accede al ballottaggio | 23.943               | 49,65 | 48                    | 0,10   | -     |       |
|                                                | Loredana Raia Accede al ballottaggio  | 15.182               | 31,48 | Partito Democratico   | 5.811  | 12,35 | 3     |
| Nuovo Centrodestra - Unione di Centro          | Loredana Raia Accede al ballottaggio  | 15.182               | 31,48 | 4.298                 | 9,13   | 2     |       |
| Centro Democratico                             | Loredana Raia Accede al ballottaggio  | 15.182               | 31,48 | 2.594                 | 5,51   | 1     |       |
| Nova Civitas                                   | Loredana Raia Accede al ballottaggio  | 15.182               | 31,48 | 1.755                 | 3,73   | -     |       |
| Italia dei Valori                              | Loredana Raia Accede al ballottaggio  | 15.182               | 31,48 | 453                   | 0,96   | -     |       |
| Seggio di coalizione                           | Seggio di coalizione                  | Seggio di coalizione | 31,48 | 1                     |        |       |       |
|                                                | Alfonso Ascione                       | 3.455                | 7,16  | Democratici per Torre | 1.735  | 3,69  | -     |
| Insieme per la Città                           | Alfonso Ascione                       | 3.455                | 7,16  | 1.081                 | 2,30   | -     |       |
| Sinistra Ecologia Libertà-Torresi in Movimento | Alfonso Ascione                       | 3.455                | 7,16  | 732                   | 1,56   | -     |       |
| Seggio di coalizione                           | Seggio di coalizione                  | Seggio di coalizione | 7,16  | 1                     |        |       |       |
|                                                | Ludovico D'Elia                       | 2.847                | 5,90  | Movimento 5 Stelle    | 2.562  | 5,44  | -     |
| Seggio di coalizione                           | Seggio di coalizione                  | Seggio di coalizione | 5,90  | 1                     |        |       |       |
|                                                | Filippo Colantonio                    | 1.149                | 2,38  | Prima Torre Prima     | 1.047  | 2,22  | -     |
|                                                | Michele Borriello                     | 922                  | 1,91  | L 259                 | 804    | 1,71  | -     |
|                                                | Giandomenico Maglione                 | 730                  | 1,51  | Lavoro Comune         | 660    | 1,40  | -     |
| Totale                                         | Totale                                | 47.068               | 100   |                       | 48.228 | 100   | 24    |

## Avellino

### Ariano Irpino
| Candidati                     | Candidati                                  | Voti                        | %     | Liste                                           | Voti   | %     | Seggi |
| ----------------------------- | ------------------------------------------ | --------------------------- | ----- | ----------------------------------------------- | ------ | ----- | ----- |
|                               | Domenico Gambacorta Accede al ballottaggio | 5.437                       | 35,47 | Forza Italia                                    | 2.333  | 15,53 | 5     |
| Per Ariano Gambacorta Sindaco | Domenico Gambacorta Accede al ballottaggio | 5.437                       | 35,47 | 1.843                                           | 12,27  | 3     |       |
| Insieme per Ariano            | Domenico Gambacorta Accede al ballottaggio | 5.437                       | 35,47 | 841                                             | 5,60   | 1     |       |
| Ariano di Tutti               | Domenico Gambacorta Accede al ballottaggio | 5.437                       | 35,47 | 806                                             | 5,37   | 1     |       |
|                               | Michelino Caso Accede al ballottaggio      | 3.108                       | 20,28 | Caso Sindaco                                    | 1.251  | 8,33  | 1     |
| Nuovo Centrodestra            | Michelino Caso Accede al ballottaggio      | 3.108                       | 20,28 | 945                                             | 6,29   | -     |       |
| L'Orologio                    | Michelino Caso Accede al ballottaggio      | 3.108                       | 20,28 | 796                                             | 5,30   | -     |       |
| Autonomia Sud                 | Michelino Caso Accede al ballottaggio      | 3.108                       | 20,28 | 535                                             | 3,56   | -     |       |
| Seggio al candidato sindaco   | Seggio al candidato sindaco                | Seggio al candidato sindaco | 20,28 | 1                                               |        |       |       |
|                               | Giovanni La Vita                           | 2.744                       | 17,90 | Centrosinistra del Cambiamento                  | 1.282  | 8,54  | -     |
| Ariano Bene Comune            | Giovanni La Vita                           | 2.744                       | 17,90 | 719                                             | 4,79   | -     |       |
| Seggio al candidato sindaco   | Seggio al candidato sindaco                | Seggio al candidato sindaco | 17,90 | 1                                               |        |       |       |
|                               | Alessandro Ciasullo                        | 1.588                       | 10,36 | Svolta Popolare                                 | 1.159  | 7,72  | -     |
| Rinnovamento Popolare         | Alessandro Ciasullo                        | 1.588                       | 10,36 | 400                                             | 2,66   | -     |       |
| Seggio al candidato sindaco   | Seggio al candidato sindaco                | Seggio al candidato sindaco | 10,36 | 1                                               |        |       |       |
|                               | Antonio Santosuosso                        | 1.481                       | 9,66  | Ariano Cambia                                   | 1.248  | 8,31  | -     |
| Seggio al candidato sindaco   | Seggio al candidato sindaco                | Seggio al candidato sindaco | 9,66  | 1                                               |        |       |       |
|                               | Guido Riccio                               | 969                         | 6,32  | Partito Democratico-Partito Socialista Italiano | 861    | 5,73  | -     |
| Seggio al candidato sindaco   | Seggio al candidato sindaco                | Seggio al candidato sindaco | 6,32  | 1                                               |        |       |       |
| Totale                        | Totale                                     | 15.019                      | 100   |                                                 | 15.327 | 100   | 16    |

### Montoro
| Candidati                   | Candidati                                        | Voti                        | %     | Liste               | Voti   | %     | Seggi |
| --------------------------- | ------------------------------------------------ | --------------------------- | ----- | ------------------- | ------ | ----- | ----- |
|                             | Mario Bianchino Accede al ballottaggio           | 4.933                       | 37,66 | Montoro Democratica | 3.099  | 24,28 | 7     |
| Insieme per Montoro         | Mario Bianchino Accede al ballottaggio           | 4.933                       | 37,66 | 1.112               | 8,71   | 2     |       |
| Montoro Bene Comune         | Mario Bianchino Accede al ballottaggio           | 4.933                       | 37,66 | 449                 | 3,52   | 1     |       |
|                             | Salvatore Antonio Carratù Accede al ballottaggio | 3.316                       | 25,31 | Adesso Montoro      | 2.028  | 15,89 | 1     |
| Montoro Unita               | Salvatore Antonio Carratù Accede al ballottaggio | 3.316                       | 25,31 | 1.100               | 8,62   | 1     |       |
| Laboratorio Montoro         | Salvatore Antonio Carratù Accede al ballottaggio | 3.316                       | 25,31 | 451                 | 3,53   | -     |       |
| Seggio al candidato sindaco | Seggio al candidato sindaco                      | Seggio al candidato sindaco | 25,31 | 1                   |        |       |       |
|                             | Girolamo Giaquinto                               | 2.938                       | 22,43 | Montoro è Libertà   | 1.546  | 12,11 | 1     |
| Nova Montoro                | Girolamo Giaquinto                               | 2.938                       | 22,43 | 1.407               | 11,02  | -     |       |
| Seggio al candidato sindaco | Seggio al candidato sindaco                      | Seggio al candidato sindaco | 22,43 | 1                   |        |       |       |
|                             | Francesco Tolino                                 | 1.440                       | 10,99 | Primavera Montoro   | 1.096  | 8,59  | -     |
| Lasciamo il Segno           | Francesco Tolino                                 | 1.440                       | 10,99 | 75                  | 0,59   | -     |       |
| Seggio al candidato sindaco | Seggio al candidato sindaco                      | Seggio al candidato sindaco | 10,99 | 1                   |        |       |       |
|                             | Francesco Albano                                 | 412                         | 3,15  | Movimento 5 Stelle  | 355    | 2,78  | -     |
|                             | Ivano Manno                                      | 60                          | 0,46  | Forza Nuova         | 46     | 0,36  | -     |
| Totale                      | Totale                                           | 12.764                      | 100   |                     | 13.099 | 100   | 16    |

## Caserta

### Casal di Principe
| Candidati                   | Candidati                                   | Voti                        | %     | Liste                     | Voti   | %     | Seggi |
| --------------------------- | ------------------------------------------- | --------------------------- | ----- | ------------------------- | ------ | ----- | ----- |
|                             | Renato Franco Natale Accede al ballottaggio | 3.874                       | 32,98 | Casale Rinasce            | 1.880  | 16,71 | 5     |
| Ricostruiamo                | Renato Franco Natale Accede al ballottaggio | 3.874                       | 32,98 | 1.592                     | 14,15  | 5     |       |
|                             | Enrico Maria Natale Accede al ballottaggio  | 2.495                       | 21,24 | Avanti Casale             | 1.912  | 16,99 | 2     |
| Casale C'è                  | Enrico Maria Natale Accede al ballottaggio  | 2.495                       | 21,24 | 553                       | 4,91   | -     |       |
| Futuro Giovani              | Enrico Maria Natale Accede al ballottaggio  | 2.495                       | 21,24 | 267                       | 2,37   | -     |       |
| Rinascita                   | Enrico Maria Natale Accede al ballottaggio  | 2.495                       | 21,24 | 217                       | 1,93   | -     |       |
| Seggio al candidato sindaco | Seggio al candidato sindaco                 | Seggio al candidato sindaco | 21,24 | 1                         |        |       |       |
|                             | Elisabetta Corvino                          | 1.720                       | 14,64 | Primavera Casale          | 1.194  | 10,61 | 1     |
| Progetto Casale             | Elisabetta Corvino                          | 1.720                       | 14,64 | 445                       | 3,95   | -     |       |
| Seggio al candidato sindaco | Seggio al candidato sindaco                 | Seggio al candidato sindaco | 14,64 | 1                         |        |       |       |
|                             | Vincenzo Simeone                            | 1.476                       | 12,57 | Casale nel Cuore          | 652    | 5,79  | -     |
| Nuova Casale                | Vincenzo Simeone                            | 1.476                       | 12,57 | 397                       | 3,53   | -     |       |
| Forza Casale                | Vincenzo Simeone                            | 1.476                       | 12,57 | 174                       | 1,55   | -     |       |
| Noi Ci Siamo                | Vincenzo Simeone                            | 1.476                       | 12,57 | 128                       | 1,14   | -     |       |
| Seggio al candidato sindaco | Seggio al candidato sindaco                 | Seggio al candidato sindaco | 12,57 | 1                         |        |       |       |
|                             | Francesco De Angelis                        | 1.059                       | 9,02  | L'Alternativa             | 669    | 5,95  | -     |
| Insieme per Casale          | Francesco De Angelis                        | 1.059                       | 9,02  | 150                       | 1,33   | -     |       |
|                             | Francesco Martino                           | 652                         | 5,55  | Movimento per il Riscatto | 509    | 4,52  | -     |
|                             | Emilio Lanfranco                            | 469                         | 3,99  | Città Democratica         | 514    | 4,57  | -     |
| Totale                      | Totale                                      | 11.745                      | 100   |                           | 12.111 | 100   | 16    |

### Castel Volturno
| Candidati                   | Candidati                            | Voti                        | %     | Liste                                   | Voti  | %     | Seggi |
| --------------------------- | ------------------------------------ | --------------------------- | ----- | --------------------------------------- | ----- | ----- | ----- |
|                             | Dimitri Russo Accede al ballottaggio | 3.584                       | 36,84 | Partito Democratico                     | 1.528 | 16,00 | 5     |
| 100 Volti X la Svolta       | Dimitri Russo Accede al ballottaggio | 3.584                       | 36,84 | 1.172                                   | 12,27 | 3     |       |
| Ondanova                    | Dimitri Russo Accede al ballottaggio | 3.584                       | 36,84 | 338                                     | 3,54  | 1     |       |
| Sinistra Ecologia Libertà   | Dimitri Russo Accede al ballottaggio | 3.584                       | 36,84 | 329                                     | 3,45  | 1     |       |
|                             | Cesare Diana Accede al ballottaggio  | 4.687                       | 48,18 | Forza Italia                            | 2.247 | 23,53 | 3     |
| Fratelli d'Italia           | Cesare Diana Accede al ballottaggio  | 4.687                       | 48,18 | 1.168                                   | 12,23 | 1     |       |
| Primavera Castellana        | Cesare Diana Accede al ballottaggio  | 4.687                       | 48,18 | 551                                     | 5,77  | -     |       |
| Castel Volturno nel Cuore   | Cesare Diana Accede al ballottaggio  | 4.687                       | 48,18 | 427                                     | 4,47  | -     |       |
| Uniti per Castel Volturno   | Cesare Diana Accede al ballottaggio  | 4.687                       | 48,18 | 199                                     | 2,08  | -     |       |
| Rinnovamento Missino        | Cesare Diana Accede al ballottaggio  | 4.687                       | 48,18 | 187                                     | 1,96  | -     |       |
| Verso il Futuro             | Cesare Diana Accede al ballottaggio  | 4.687                       | 48,18 | 20                                      | 0,21  | -     |       |
| Seggio al candidato sindaco | Seggio al candidato sindaco          | Seggio al candidato sindaco | 48,18 | 1                                       |       |       |       |
|                             | Emilio Alfano                        | 1.226                       | 12,60 | Cultura Economia e Lavoro               | 421   | 4,41  | -     |
| Nuovo Centrodestra          | Emilio Alfano                        | 1.226                       | 12,60 | 356                                     | 3,73  | -     |       |
| Forza Castel Volturno       | Emilio Alfano                        | 1.226                       | 12,60 | 275                                     | 2,88  | -     |       |
| Castel Volturno Libera      | Emilio Alfano                        | 1.226                       | 12,60 | 104                                     | 1,09  | -     |       |
| Seggio al candidato sindaco | Seggio al candidato sindaco          | Seggio al candidato sindaco | 12,60 | 1                                       |       |       |       |
|                             | Ciro Scocca                          | 232                         | 2,38  | Per Una Castel Volturno Libera e Civile | 227   | 2,38  | -     |
| Totale                      | Totale                               | 9.549                       | 100   |                                         | 9.729 | 100   | 16    |

## Salerno

### Baronissi
| Candidati                   | Candidati                                   | Voti                        | %     | Liste                   | Voti   | %     | Seggi |
| --------------------------- | ------------------------------------------- | --------------------------- | ----- | ----------------------- | ------ | ----- | ----- |
|                             | Gianfranco Valiante Accede al ballottaggio  | 4.559                       | 41,67 | Partito Democratico     | 2.223  | 20,98 | 5     |
| Civicouno                   | Gianfranco Valiante Accede al ballottaggio  | 4.559                       | 41,67 | 1.306                   | 12,33  | 3     |       |
| Nuova Primavera             | Gianfranco Valiante Accede al ballottaggio  | 4.559                       | 41,67 | 857                     | 8,09   | 2     |       |
|                             | Giovanni Moscatiello Accede al ballottaggio | 4.444                       | 40,62 | Moscatiello Sindaco     | 1.967  | 18,57 | 3     |
| Impegno Civico              | Giovanni Moscatiello Accede al ballottaggio | 4.444                       | 40,62 | 1.307                   | 12,34  | 1     |       |
| Forza Italia                | Giovanni Moscatiello Accede al ballottaggio | 4.444                       | 40,62 | 649                     | 6,13   | -     |       |
| Fratelli d'Italia           | Giovanni Moscatiello Accede al ballottaggio | 4.444                       | 40,62 | 612                     | 5,78   | -     |       |
| Seggio al candidato sindaco | Seggio al candidato sindaco                 | Seggio al candidato sindaco | 40,62 | 1                       |        |       |       |
|                             | Gennaro Esposito                            | 1.291                       | 11,80 | Nuova Baronissi         | 547    | 5,16  | -     |
| Azione Civica               | Gennaro Esposito                            | 1.291                       | 11,80 | 411                     | 3,88   | -     |       |
| Baronissi Migliore          | Gennaro Esposito                            | 1.291                       | 11,80 | 224                     | 2,11   | -     |       |
| Seggio al candidato sindaco | Seggio al candidato sindaco                 | Seggio al candidato sindaco | 11,80 | 1                       |        |       |       |
|                             | Giuseppe Sabatino                           | 647                         | 5,91  | Baronissi Si Fa Giovane | 492    | 4,64  | -     |
| Totale                      | Totale                                      | 10.595                      | 100   |                         | 10.941 | 100   | 16    |

### Mercato San Severino
| Candidati                   | Candidati                   | Voti                        | %     | Liste                                 | Voti   | %     | Seggi |
| --------------------------- | --------------------------- | --------------------------- | ----- | ------------------------------------- | ------ | ----- | ----- |
|                             | Giovanni Romano ✔️ Sindaco  | 7.732                       | 53,65 | Lista Civica per San Severino         | 3.034  | 21,56 | 4     |
| Uniti per San Severino      | Giovanni Romano ✔️ Sindaco  | 7.732                       | 53,65 | 2.735                                 | 19,44  | 3     |       |
| Patto per San Severino      | Giovanni Romano ✔️ Sindaco  | 7.732                       | 53,65 | 2.518                                 | 17,89  | 3     |       |
|                             | Carmine Ansalone            | 3.881                       | 26,93 | Partito Democratico                   | 2.378  | 16,90 | 2     |
| Per Una Città Migliore      | Carmine Ansalone            | 3.881                       | 26,93 | 1.133                                 | 8,05   | 1     |       |
| Seggio al candidato sindaco | Seggio al candidato sindaco | Seggio al candidato sindaco | 26,93 | 1                                     |        |       |       |
|                             | Carlo Guadagno              | 1.148                       | 7,97  | Idea Comune                           | 917    | 6,52  | -     |
| Seggio al candidato sindaco | Seggio al candidato sindaco | Seggio al candidato sindaco | 7,97  | 1                                     |        |       |       |
|                             | Rosario Bisogno             | 1.126                       | 7,81  | Nuovo Centrodestra - Unione di Centro | 987    | 7,01  | -     |
| Seggio al candidato sindaco | Seggio al candidato sindaco | Seggio al candidato sindaco | 7,81  | 1                                     |        |       |       |
|                             | Gerardo Fenza               | 525                         | 3,64  | Madre Terra                           | 369    | 2,62  | -     |
| Totale                      | Totale                      | 14.071                      | 100   |                                       | 14.412 | 100   | 16    |

### Nocera Superiore
| Candidati                   | Candidati                                     | Voti                        | %     | Liste                  | Voti   | %     | Seggi |
| --------------------------- | --------------------------------------------- | --------------------------- | ----- | ---------------------- | ------ | ----- | ----- |
|                             | Giovanni Maria Cuofano Accede al ballottaggio | 5.717                       | 35,71 | Ora!                   | 1.516  | 9,79  | 3     |
| Comunità Italia             | Giovanni Maria Cuofano Accede al ballottaggio | 5.717                       | 35,71 | 1.299                  | 8,39   | 3     |       |
| L'Altra Nocera              | Giovanni Maria Cuofano Accede al ballottaggio | 5.717                       | 35,71 | 1.251                  | 8,08   | 3     |       |
| La Nostra Terra             | Giovanni Maria Cuofano Accede al ballottaggio | 5.717                       | 35,71 | 746                    | 4,82   | 1     |       |
| Città Libera                | Giovanni Maria Cuofano Accede al ballottaggio | 5.717                       | 35,71 | 389                    | 2,51   | -     |       |
|                             | Bartolomeo Pagano Accede al ballottaggio      | 3.221                       | 20,12 | Partito Democratico    | 2.603  | 16,81 | 1     |
| Scelta Civica               | Bartolomeo Pagano Accede al ballottaggio      | 3.221                       | 20,12 | 640                    | 4,13   | -     |       |
| Sinistra Ecologia Libertà   | Bartolomeo Pagano Accede al ballottaggio      | 3.221                       | 20,12 | 277                    | 1,79   | -     |       |
| Seggio al candidato sindaco | Seggio al candidato sindaco                   | Seggio al candidato sindaco | 20,12 | 1                      |        |       |       |
|                             | Roberto Viziola                               | 3.066                       | 19,15 | Fratelli d'Italia      | 1.798  | 11,61 | 1     |
| Con Voi                     | Roberto Viziola                               | 3.066                       | 19,15 | 1.201                  | 7,75   | -     |       |
| Nuceria Rinasce             | Roberto Viziola                               | 3.066                       | 19,15 | 387                    | 2,50   | -     |       |
| Seggio al candidato sindaco | Seggio al candidato sindaco                   | Seggio al candidato sindaco | 19,15 | 1                      |        |       |       |
|                             | Andrea Monetti                                | 2.101                       | 13,12 | Legalità e Trasparenza | 883    | 5,80  | -     |
| Città Nuova                 | Andrea Monetti                                | 2.101                       | 13,12 | 535                    | 3,45   | -     |       |
| Nocera Libera               | Andrea Monetti                                | 2.101                       | 13,12 | 168                    | 1,08   | -     |       |
| Seggio al candidato sindaco | Seggio al candidato sindaco                   | Seggio al candidato sindaco | 13,12 | 1                      |        |       |       |
|                             | Roberto Ciancio                               | 1.904                       | 11,89 | Forza Italia           | 629    | 4,06  | -     |
| Il Risveglio                | Roberto Ciancio                               | 1.904                       | 11,89 | 531                    | 3,43   | -     |       |
| Insieme per la Rinascita    | Roberto Ciancio                               | 1.904                       | 11,89 | 377                    | 2,43   | -     |       |
| Unione di Centro            | Roberto Ciancio                               | 1.904                       | 11,89 | 259                    | 1,67   | -     |       |
| Seggio al candidato sindaco | Seggio al candidato sindaco                   | Seggio al candidato sindaco | 11,89 | 1                      |        |       |       |
| Totale                      | Totale                                        | 15.489                      | 100   |                        | 16.009 | 100   | 16    |

### Pagani
| Candidati                                  | Candidati                                | Voti                 | %     | Liste                 | Voti   | %     | Seggi |
| ------------------------------------------ | ---------------------------------------- | -------------------- | ----- | --------------------- | ------ | ----- | ----- |
|                                            | Salvatore Bottone Accede al ballottaggio | 6.630                | 30,87 | Noi Con Voi           | 2.047  | 9,91  | 5     |
| Apertamente                                | Salvatore Bottone Accede al ballottaggio | 6.630                | 30,87 | 1.627                 | 7,88   | 4     |       |
| Grande Pagani                              | Salvatore Bottone Accede al ballottaggio | 6.630                | 30,87 | 1.584                 | 7,67   | 3     |       |
| Forza Italia                               | Salvatore Bottone Accede al ballottaggio | 6.630                | 30,87 | 1.404                 | 6,80   | 3     |       |
|                                            | Massimo D'Onofrio Accede al ballottaggio | 6.025                | 28,05 | Vola Con Noi          | 1.631  | 7,90  | 1     |
| Lista D'Onofrio                            | Massimo D'Onofrio Accede al ballottaggio | 6.025                | 28,05 | 1.579                 | 7,65   | 1     |       |
| Fratelli d'Italia                          | Massimo D'Onofrio Accede al ballottaggio | 6.025                | 28,05 | 1.433                 | 6,94   | 1     |       |
| Forza Pagani                               | Massimo D'Onofrio Accede al ballottaggio | 6.025                | 28,05 | 1.295                 | 6,27   | 1     |       |
| Fare per Pagani                            | Massimo D'Onofrio Accede al ballottaggio | 6.025                | 28,05 | 446                   | 2,16   | -     |       |
| Seggio di coalizione                       | Seggio di coalizione                     | Seggio di coalizione | 28,05 | 1                     |        |       |       |
|                                            | Antonio Donato                           | 3.544                | 16,55 | La Città che Vogliamo | 1.756  | 8,50  | 1     |
| La Sinistra per Pagani                     | Antonio Donato                           | 3.544                | 16,55 | 406                   | 1,97   | -     |       |
| Centro Democratico                         | Antonio Donato                           | 3.544                | 16,55 | 256                   | 1,24   | -     |       |
| Seggio di coalizione                       | Seggio di coalizione                     | Seggio di coalizione | 16,55 | 1                     |        |       |       |
|                                            | Angelo Grillo                            | 3.481                | 12,61 | Partito Democratico   | 2.165  | 10,48 | 1     |
| Partito Socialista Italiano                | Angelo Grillo                            | 3.481                | 12,61 | 723                   | 3,50   | -     |       |
| La Città                                   | Angelo Grillo                            | 3.481                | 12,61 | 679                   | 3,29   | -     |       |
| Pensionati-Consumatori-Pagani in Movimento | Angelo Grillo                            | 3.481                | 12,61 | 12                    | 0,06   | -     |       |
| Seggio di coalizione                       | Seggio di coalizione                     | Seggio di coalizione | 12,61 | 1                     |        |       |       |
|                                            | Pietro Pisacane                          | 1.052                | 4,90  | Pagani Domani         | 775    | 3,75  | -     |
| Unione di Centro                           | Pietro Pisacane                          | 1.052                | 4,90  | 237                   | 1,15   | -     |       |
|                                            | Salvatore Fiore                          | 738                  | 3,44  | La Scelta Giusta      | 595    | 2,88  | -     |
| Totale                                     | Totale                                   | 20.650               | 100   |                       | 21.480 | 100   | 24    |

### Sarno
| Candidati                       | Candidati                                | Voti                        | %     | Liste                 | Voti   | %     | Seggi |
| ------------------------------- | ---------------------------------------- | --------------------------- | ----- | --------------------- | ------ | ----- | ----- |
|                                 | Giuseppe Canfora Accede al ballottaggio  | 5.487                       | 28,09 | Partito Democratico   | 2.461  | 13,11 | 7     |
| Impegno e Passione              | Giuseppe Canfora Accede al ballottaggio  | 5.487                       | 28,09 | 1.882                 | 10,03  | 6     |       |
| La Sinistra con Canfora Sindaco | Giuseppe Canfora Accede al ballottaggio  | 5.487                       | 28,09 | 649                   | 3,46   | 2     |       |
|                                 | Antonio Crescenzo Accede al ballottaggio | 4.430                       | 22,68 | Unione di Centro      | 1.942  | 10,34 | 1     |
| Forza Italia                    | Antonio Crescenzo Accede al ballottaggio | 4.430                       | 22,68 | 1.915                 | 10,20  | 1     |       |
| Forza Libera                    | Antonio Crescenzo Accede al ballottaggio | 4.430                       | 22,68 | 820                   | 4,37   | -     |       |
| Seggio al candidato sindaco     | Seggio al candidato sindaco              | Seggio al candidato sindaco | 22,68 | 1                     |        |       |       |
|                                 | Sebastiano Odierna                       | 3.556                       | 18,20 | Fratelli d'Italia     | 2.099  | 11,18 | 2     |
| Circolo Turati                  | Sebastiano Odierna                       | 3.556                       | 18,20 | 1.025                 | 5,46   | -     |       |
| Odierna Sindaco                 | Sebastiano Odierna                       | 3.556                       | 18,20 | 924                   | 4,92   | -     |       |
| Noi Sud                         | Sebastiano Odierna                       | 3.556                       | 18,20 | 54                    | 0,29   | -     |       |
| Seggio al candidato sindaco     | Seggio al candidato sindaco              | Seggio al candidato sindaco | 18,20 | 1                     |        |       |       |
|                                 | Franco Annunziata                        | 2.547                       | 13,04 | Sarno Città da Vivere | 1.468  | 7,82  | 1     |
| Sarno Rinasce Libera            | Franco Annunziata                        | 2.547                       | 13,04 | 855                   | 4,55   | -     |       |
| Nuovo Centrodestra              | Franco Annunziata                        | 2.547                       | 13,04 | 234                   | 1,25   | -     |       |
| Forza Sarno                     | Franco Annunziata                        | 2.547                       | 13,04 | 78                    | 0,42   | -     |       |
| Seggio al candidato sindaco     | Seggio al candidato sindaco              | Seggio al candidato sindaco | 13,04 | 1                     |        |       |       |
|                                 | Giovanni Montoro                         | 2.284                       | 11,69 | Montoro Rete@Libera   | 939    | 5,00  | -     |
| Con Montoro per Cambiare Sarno  | Giovanni Montoro                         | 2.284                       | 11,69 | 298                   | 1,59   | -     |       |
| Democrazia Federalista          | Giovanni Montoro                         | 2.284                       | 11,69 | 219                   | 1,17   | -     |       |
| Seggio al candidato sindaco     | Seggio al candidato sindaco              | Seggio al candidato sindaco | 11,69 | 1                     |        |       |       |
|                                 | Lucio Annunziata                         | 890                         | 4,56  | Sarno Attiva          | 672    | 3,58  | -     |
|                                 | Ernesto Odierna                          | 341                         | 1,75  | Movimento 5 Stelle    | 239    | 1,27  | -     |
| Totale                          | Totale                                   | 18.773                      | 100   |                       | 19.535 | 100   | 24    |